# KLT-40S
KLT-40은 러시아 핵잠수함 원자로 제작사인 OKBM에서 제작한 소형 원자로이다.

## 역사
아크르티카급 쇄빙선, 테이멀급 쇄빙선, 소련 상선 Sevmorput의 엔진으로 사용된다. 이 원자로는 가압수형 원자로이며, 농축도 90%의 우라늄 235를 연료로 사용한다. 열출력 135 MWt이며, 전기출력 35 MWe이다.
KLT-40S는 러시아의 선박식 원자력 발전소 아카데믹 로모노소프에 사용된다. 열출력 150 MWt, 전기출력 35 MWe이다.

## 같이 보기
- 스마트 원자로 - 러시아 OKBM에서 기술도입했다. 해수담수화설비, 선박엔진, 선박식원자력발전소로 구상하고 있다.